# Jeffrey I. Gordon
Jeffrey I. Gordon (Nueva Orleans, 1947-) es un médico y científico estadounidense, especializado en medicina interna y gastroenterología.

## Formación académica
Se licenció en Biología en 1969 en la Universidad Oberlin de Ohio y en Medicina por la Universidad de Chicago en 1973. Se especializó en medicina interna y gastroenterología en la Universidad de Washington en San Luis, Misuri y realizó el postdoctorado en los Institutos Nacionales de la Salud, en 1981.

## Trayectoria profesional
En 1981 se incorporó a la Universidad de Washington, de la que había sido estudiante, como profesor en los departamentos de Medicina y Biología molecular, y donde fue jefe de este último y el de Farmacología entre 1991 y 2003. Desde 2004 es director del Centro de Ciencias del Genoma y Biología de los Sistemas y anteriormente fue presidente del Comité Ejecutivo de la División de Biología y Ciencias Biomédicas.
Ha publicado más de 500 artículos de investigación en revistas especializadas, tiene registradas 24 patentes y ha dirigido 63 tesis doctorales y 68 proyectos de investigación postdoctoral.
Ha sido pionero en el trasplante de microbiota fecal para el tratamiento de algunas enfermedades, como algunos tipos de colitis, ya que los microorganismos de la flora intestinal interactúan con nuestras células, y realizan tareas esenciales para ellas.
Según Google Scholar, hasta junio de 2023, sus artículos habían tenido más de 257 000 citas y su índice h era de 186.

## Investigación
Su investigación se centra en la medicina, la química biológica, la bioquímica y la biofísica molecular, desentrañando el papel de los microbios en el funcionamiento del organismo, y abriendo otras vías de investigación en el estudio de varias enfermedades y la búsqueda de nuevos tratamientos.
El 99% del microbioma se encuentra en el intestino grueso y está compuesto por bacterias, virus, hongos y protistas. Su número se estima en torno a 100 billones, y solo es superado por el número de glóbulos rojos. Su cantidad es 10 veces más que el resto de células presentes en nuestro cuerpo. Son los responsables de producir muchos de nuestros metabolitos y la cuarta parte de nuestras vitaminas o sustancias químicas cerebrales, como la serotonina, que influyen en nuestro estado de ánimo.
Entre sus descubrimientos destacan el que los microorganismos que habitan en el intestino se alimenta de los aminoácidos, ácidos grasos y azúcares, presentes allí y, la totalidad de "flora", llega a pesar dos kilos. Controla la formación de los vasos sanguíneos y el almacenamiento de la grasa e influye en la aparición de obesidad. La malnutrición infantil trae, a largo plazo, otras consecuencias como trastornos del desarrollo neurológico y del sistema inmune o, incluso, la posibilidad de que también esté relacionado con alergias, autismo, asma o artritis, que dependen no solo de la dieta, sino también de la formación de un microbioma sano.
Según esos estudios, el tipo de microbios presente en el intestino de una persona obesa, difiere del de una persona delgada: mientras que los obesos tienen más firmicutes, en los delgados predominan los bacteroidetes. Esto obedece a una razón evolutiva: cuando el hombre aún era cazador y recolector, la comida no era abundante y el tiempo transcurrido entre una comida y otra podía ser muy largo, por lo que el organismo debía de aprovechar la mayor cantidad posible de energía de los alimentos. Las bacterias firmicutes están especializadas en extraer calorías de los alimentos. En la actualidad, esa ventaja vital se ha convertido en un inconveniente: las personas con mayor número de firmicutes extraen más energía de sus comidas que los demás y, por lo tanto, acumulan más grasa.
Respecto a la alimentación, afirma que 

«Los probióticos actuales tienen muy pocos beneficios para la salud porque contienen muy pocas bacterias y de un tipo que hace muy difícil que se implanten en el intestino.»

La Unión Europea incluso prohibió en 2014 el uso de la palabra "probiótico" en los envases de alimentos.
Una dieta ideal estaría basada en vegetales, granos, semillas, legumbres, etc. y, para los bebés, sería recomendable que las madres, si pueden, alimentaran a sus hijos al principio con leche materna. En este sentido, apunta que 

«La microbiota no se transmite solo en el parto [por la flora presente en la vagina materna]; es algo que se va implantando a lo largo de los dos primeros años de vida.»

Los niños que carecen de una alimentación adecuada, son tratados con alimentos terapéuticos, que les ayuda a ganar peso, pero no a recuperarse de otro tipo de daños provocados por el hambre, por eso cree que hay que tratar al mismo tiempo la comunidad microbiana. Con financiación de la Fundación Bill y Melinda Gates, trabaja en Malaui y Bangladés para desarrollar una alimentación que sea más eficaz, con productos asequibles, culturalmente asumibles, obtenidos de forma sostenible y con un sabor aceptable. Los resultados obtenidos fueron que los niños que habían sido alimentados de esta forma, presentaban un menor retraso en el crecimiento que los que recibieron un alimento terapéutico. También presentaban heces con elevada presencia de agathobacter faecis, blautia massiliensis, lachnospira y dialister, además de un grupo de 37 proteínas plasmáticas, incluido IGF-1, el receptor de neurotrofina NTRK2 y múltiples proteínas, relacionado con el desarrollo musculoesquelético y del sistema nervioso central, niveles que perduraban hasta seis meses después del tratamiento.
Según sus estudios, en los países occidentalizados se ha reducido la cantidad y calidad de las comunidades de microbios intestinales, como consecuencia del estilo de vida, la dieta y el uso abusivo de antibióticos, lo que, según él, no es beneficioso.
El Proyecto "Microbioma Humano", creado por él, ha permitido identificar unas 10 000 especies que forman la microbiota y secuenciar el genoma de más de un centenar de ellas. En 2007, este proyecto fue incluido en la Hoja de Ruta de los Institutos Nacionales de Salud para la investigación médica como uno de los nuevos caminos para la ciencia.

## Membresía y reconocimientos
Es miembro del consejo editorial de las revistas Cell Metabolism, Cell Host and Microbe, y Science Translational Medicine.
La Parabacteroides gordonii, una especie bacteriana intestinal aislada en 2009, fue nombrada así en su honor.
Es miembro de
- la Asociación Estadounidense para el Avance de la Ciencia (AAAS) (1992).[12]
- la Academia Nacional de Ciencias (2001).[13]
- la Academia Estadounidense de Artes y Ciencias (2004).[12]
- la Academia  Nacional de Medicina (2008).[1][12]
- la American Philosophical Society (2014).[4]
- la Academia Nacional de Inventores (2018).[12]

Ha sido galardonado, entre otros, con los siguientes premios
- 2013 - Premio Selman A. Waksman en Microbiología.[14]
- 2014 - Premio Dickson en Medicina.[15]
- 2015 - Premio Keio de Ciencias Médicas, Universidad de Keio, Tokio, Japón.[12]
- 2017 - Premio Louisa Gross Horwitz, Universidad de Columbia.[12][16]
- 2018 - Medalla Copley.[16]
- 2019 - Premio Fundación BBVA Fronteras del Conocimiento en la categoría de Biología y Biomedicina.[3]
- 2021 - Premio Balzan.[8][17]
- 2023 - junto a Bonnie Lynn Bassler y E. Peter Greenberg, recibió el Premio Princesa de Asturias de Investigación Científica y Técnica.[18]